# Ansamblul urban V, Timișoara

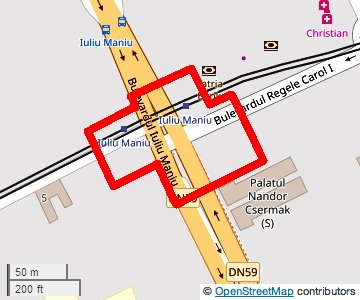
Localizarea și limitele ansamblului

Ansamblul urban V este o zonă din cartierul Iosefin al Timișoarei, declarată monument istoric, având codul LMI TM-II-a-B-06105.

## Descriere
Ansamblul este format din clădirile situate pe colț ale intersecției dintre bd. Regele Carol I cu bd. Iuliu Maniu. Intersecția este una dintre cele trei cele mai vechi intersecții ale cartierului Iosefin, pe strada vestică dintre cele trei alocate inițial în 1744, cum apare pe harta iozefină. În perioada în care ansamblul a fost construit Timișoara făcea parte din Austro-Ungaria, zona făcea parte din Piața Scudier (pe actualul bd. Regele Carol I), iar străzile respective se numeau Kossuth Lajos utca și Fröbl utca.
În cadrul proiectului de cooperare româno-german „Reabilitarea prudentă și revitalizarea economică din Timișoara” s-a preconizat tratarea unitară a monumentelor istorice din Iosefin, inclusiv a Ansamblului urban V, prin includerea într-o zonă lărgită, cuprinzând din întregul cartier istoric Iosefin zona dintre Canalul Bega, bd. Iuliu Maniu, bd. 16 Decembrie 1989, str. Treboniu Laurian și str. Brașov.
Intersecția este la capătul de perspectivă al bulevardului Regele Carol I și începutul străzii Johann Nepomuk Preyer.

## Clădiri care fac parte din ansamblu
| Poz. | Descriere | Adresă, Coordonate                                                             | Data autorizării, data terminării, Arhitect | Imagine | Note                                        |
| ---- | --- | ------------------------------------------------------------------------------ | ------------------------------------------- | ------- | ------------------------------------------- |
| 1    | Palatul Albert Schott. Stilul anilor 1900, curentul Secession. A fost prima clădire cu trei etaje din cartierul Iosefin. Starea în 2015: nereabilitat. | Bd. Iuliu Maniu, nr. 47 45°44′36″N 21°12′24″E / 45.7433°N 21.2066°E            | 26 sep 1911/ 1913 Martin Gemeinhardt        |         | [ 4 ] [ 6 ] [ 7 ] [ 8 ] [ 9 ] [ 10 ]        |
| 2    | Casa Albert Hain (Farmacia „Sfântul Ștefan”, Farmacia „Richter”). Stil eclectic istoricist neobaroc. Starea în 2015: nereabilitată.                    | Str. Johann Nepomuk Preyer, nr. 1 45°44′36″N 21°12′23″E / 45.7434°N 21.2063°E  | 25 iun 1892/ 1893                           |         | [ 4 ] [ 6 ] [ 7 ] [ 8 ]                     |
| 3    | Casă. | Str. Johann Nepomuk Preyer, nr. 1A 45°44′36″N 21°12′22″E / 45.7433°N 21.2060°E | sec. XX                                     |         | [ 11 ]                                      |
| 4    | Palatul Sándor Piszika (Alexandru Pisică). Stil Art Nouveau, curentul Secession. Starea în 2015: nereabilitat.                                         | Str. Johann Nepomuk Preyer, nr. 2 45°44′37″N 21°12′22″E / 45.7436°N 21.2062°E  | 28 iul 1911/ 1912 Károly Bonn               |         | [ 4 ] [ 6 ] [ 7 ] [ 8 ] [ 9 ] [ 12 ] [ 13 ] |
| 5    | Palatul Miksa (Max) Brück. Stil Art Nouveau, curentul Secession, geometrizat. Starea în 2015: nereabilitat.                                            | Bd. Iuliu Maniu, nr. 40 45°44′38″N 21°12′25″E / 45.7439°N 21.2069°E            | 1 iul 1911/ 1912 László Székely             |         | [ 4 ] [ 6 ] [ 7 ] [ 8 ] [ 9 ] [ 14 ] [ 15 ] |
| 6    | Casă. Starea în 2015: nereabilitată. | Bd. Regele Carol I, nr. 23 45°44′37″N 21°12′27″E / 45.7435°N 21.2074°E         | sec. XIX                                    |         | [ 6 ] [ 7 ]                                 |

| Poz. | Descriere                                                                                   | Adresă, Coordonate                                                            | Data autorizării, data terminării, Arhitect | Imagine | Note                                          |
| ---- | ------------------------------------------------------------------------------------------- | ----------------------------------------------------------------------------- | ------------------------------------------- | ------- | --------------------------------------------- |
| A    | Palatele Tamás și Nándor Csermák. Stilul anilor 1900 geometrizat.                           | Bd. Iuliu Maniu, nr. 36–38 45°44′35″N 21°12′28″E / 45.7431°N 21.2078°E        | 11 iul 1911/ 1912 Henrik Telkes             |         | [ 4 ] [ 6 ] [ 7 ] [ 16 ] [ 17 ] [ 18 ] [ 19 ] |
| B    | Casă. Decorațiuni „Pomul vieții”. Starea în 2020: degradată.                                | Str. Johann Nepomuk Preyer, nr. 5 45°44′35″N 21°12′20″E / 45.7431°N 21.2055°E | c. 1900                                     |         | [ 20 ]                                        |
| C    | Sinagoga din Iosefin. Stil eclectic istoricist cu elemente maure, neoromanice și neogotice. | Bd. Iuliu Maniu, nr. 55 45°44′39″N 21°12′21″E / 45.7443°N 21.2058°E           | 1895 Karl Hart                              |         | [ 4 ] [ 6 ] [ 7 ] [ 21 ] [ 22 ] [ 23 ]        |